# Serrat del Gall (Cercs)
La Serrat del Gall és una serra situada al municipi de Cercs a la comarca del Berguedà, amb una elevació màxima de 1.264 metres.